# تكنو موبايل
تكنو موبايل (بالإنجليزية: Tecno Mobile)‏ هي شركة صينية لصناعة الهواتف المحمولة، يقع مقرها في هونغ كونغ. تأسست في عام 2006. وهي شركة تابعة لشركة ترانشن هولدينغ.
ركَّزت تكنو أعمالها في أسواق أفريقيا وجنوب آسيا.
ومع ذلك، بعد أبحاث السوق التي أُجرِيت في جنوب شرق آسيا وأفريقيا وأمريكا اللاتينية، وجدت الشركة أن أفريقيا كانت المنطقة الأكثر ربحية. ونتيجة لذلك، توقفت الشركة في عام 2008 عن القيام بالمتاجرة في آسيا للتركيز حصرياً على أفريقيا.
في وقت لاحق من عام 2016، دخلت تكنو سوق الهواتف النقالة في الشرق الأوسط بعد الحصول على سوق جيدة في أفريقيا، ثم في جنوب شرق آسيا في عام 2017.

## وصلات خارجية
- الموقع الرسمي